# Nyiry István (gépészmérnök, 1887–1945)
Nyiry István, Nyiri (Berettyóújfalu, 1887. október 8. – Kőszeg, 1945. március 8.) magyar gépészmérnök, országgyűlési képviselő.

## Élete
1887-ben – más adat szerint 1881-ben vagy 1877-ben – született, idősebb Nyiry István és Tokaji Eszter fiaként, vallása református. A középiskoláit a késmárki evangélikus líceumban és a nagyváradi premontrei főgimnáziumban járta ki, majd 1913-ban gépészmérnöki oklevelet szerzett a budapesti műegyetemen. Pályáját belföldi gépgyárak alkalmazottjaként kezdte, majd 1911-ben bevonult a közös haditengerészethez, s mint tengerész mérnök csatahajókon, később a repülőflottánál teljesített szolgálatot. Katonai érdemeiért több ízben részesült a hadiflotta parancsnokság dicsérő elismerésében. Az első világháború végén szerelt le, főhadnagyi rendfokozatban.
A háború után szülővárosában telepedett le és átvette az apja által alapított malomüzem vezetését, amit – 1898-as születésű, felsőfokú ipariskolai végzettségű öccsével, Nyiry Sándorral közösen – országos tekintetben is a legjobbak közé, a csonka Bihar vármegye legnagyobb vállalatává fejlesztett. Technikai újításaik sorát azzal indították, hogy a Láng Gépgyárból egy 200 lóerős gőzgépet vásároltak, ezáltal üzemük gőzmalom lett. Erre alapozva fokozatosan növelték gépparkjukat: 1928-ban már 8 hengerszékkel, 5 pár kőjárattal, 3 sík- és 9 radiálszitával, továbbá egy teljes olajmalom-berendezéssel működtek, ami lehetővé tette naponta akár 3 vagon búza és további 1 vagon rozs megőrlését.
Szociális szempontból a vállalat nemcsak azért volt jelentős, mert egyre több munkahelyet teremtett – a dolgozói létszám a régi 12-17 főről 25-28 főre, a 40-es évek első felében 33-44 főre, sőt 1946-ra 51 főre nőtt –, de súlyt fektettek arra, hogy hadigondozottakat is alkalmazzanak. Sőt a technikai fejlesztések az 1930-as évekre már azt is lehetővé tették, hogy kormányzati rendelkezésekben meghatározott, ebédszünettel együtt napi 11 órás munkaidőt két órával lecsökkentsék, így a munkásoknak csak 7 órától délután 4 óráig kellett dolgozniuk. Szintén jóléti intézkedéseik közé tartozott az is, hogy a malomhoz tartozó, még apjuk által létesített fürdőrészleget 1924-ben felújították és higiénikusabbá, vonzóbbá tették.
A fentieken túl Nyiry István a család százholdas birtokán – elsősorban az öntözéssel és műtrágyázással kapcsolatban – kísérletek egész sorát végezte el, mintaszerű sertéshízlalót és -tenyészetet is létesített. Több társadalmi szervezetben is jelen volt. Az Országos Malomszövetségek társelnöke, a Magyar Haditengerész Egyesületnek alelnöke volt, de több más szerveződésben is viselt vezető tisztségeket. Tagja volt Bihar vármegye törvényhatósági bizottságának, Berettyóújfaluban pedig a városi képviselő-testületnek, illetve a református presbitériumnak és iskolaszéknek is.
Az országos politikai közéletbe 1935-ben kapcsolódott be, amikor a biharkeresztesi választókerület országgyűlési képviselővé választotta a Nemzeti Egység Pártja programjával. Felszólalásaiban egyebek mellett a társulati adó reformját, a kisipar fokozottabb védelmét és a háziipar kiszélesítését, továbbá a szociális reformok mihamarabbi megvalósítását sürgette. Mandátumot szerzett a következő, 1939-es parlamenti választáson is, ezúttal a Magyar Élet Pártja Bihar vármegyei listájáról.
Szívbénulás következtében vesztette életét 57 éves korában. Felesége Róth Matild Ida (Asszubeszterce, 1896. november 21. – Budapest, 1954. február 9.) háztartásbeli volt, 1918. december 6-án kötöttek házasságot Budapesten.